# Gallagher-Index
Der Gallagher-Index ist eine Methode, um die Wahlgleichheit eines Wahlergebnisses zu ermitteln, welches sich in der Differenz des Stimmenanteils einer Partei bei der Wahl und des Prozentsatzes an Sitzen der Partei in der darauf folgenden Legislaturperiode ergibt. Dazu nimmt man die Quadratwurzel der Hälfte der Summe des Quadrats von der Differenz zwischen Stimmanteil und Mandatsanteil für jede der politischen Parteien:
{\displaystyle \mathrm {LSq} ={\sqrt {{\frac {1}{2}}\sum _{i=1}^{n}(V_{i}-S_{i})^{2}}}}
Lsq steht dabei für least square, also kleinstes Quadrat. n gibt die Anzahl der Parteien an, V steht für Stimmen in % (votes) und S für Sitze im Parlament in %.
Der Index gewichtet Abweichungen nach ihrem eigenen Wert, wodurch ein responsiver Index entsteht. Je geringer der Index ist, desto niedriger ist die Disproportionalität und vice versa. Michael Gallagher, der den Index aufstellte, schloss sonstige Parteien (ohne Mandate) als eigene Kategorie mit ein.
Der Index wurde 1989 entwickelt und 1991 erstmals im Artikel Proportionality, Disproportionality and Electoral Systems. in der Fachzeitschrift Electoral Studies veröffentlicht. Nach Gallagher beruht der Index auf den Arbeiten heutiger Wahlsystemwissenschaftler und einem Artikel von André Sainte-Laguë aus dem Jahr 1911.
In Kanada wird ein Gallagher-Index von 5 % als obere Grenze für ein Wahlsystem mit Wahlgleichheit angesehen.

## Werte für Deutschland
In einem Dokument Gallaghers, welches die Indexwerte für mehr als 1.050 Wahlen in über 100 Ländern beschreibt, ist auch Deutschland mit 27 Wahlen vertreten. Der höchste Gallagher-Index lag bis 2013 bei der Bundestagswahl 1990 mit einem Wert von 5,5 vor, gefolgt von der Bundestagswahl 2002 mit 3,8. Bei der Bundestagswahl 2013 lag der Gallagher-Index bei 7,83, was einen neuen Höchstwert darstellt. Die niedrigsten Werte sind 0,50 bei der Bundestagswahl 1983, 0,59 bei der Bundestagswahl 1976 und 0,67 bei der Bundestagswahl 1972.
Entwicklung des Gallagher-Index bei der Bundestagswahl:

## Kalkulation am Beispiel der Bundestagswahl
Die Tabelle nutzt die Zweitstimmen-Ergebnisse der Bundestagswahl 2021, die die Proportionalität des Bundestags bestimmt.
| Partei | Partei                              | % der Stimmen                       | % der Sitze                         | Unterschied                         | Unterschied im Quadrat |
| ------ | ----------------------------------- | ----------------------------------- | ----------------------------------- | ----------------------------------- | ---------------------- |
|        | SPD                                 | 25,74                               | 27,99                               | 2,25                                | 5,06                   |
|        | CDU                                 | 18,90                               | 20,65                               | 1,75                                | 3,07                   |
|        | Grüne                               | 14,75                               | 16,03                               | 1,28                                | 1,65                   |
|        | FDP                                 | 11,46                               | 12,50                               | 1,04                                | 1,08                   |
|        | AfD                                 | 10,34                               | 11,28                               | 0,94                                | 0,88                   |
|        | CSU                                 | 5,17                                | 6,11                                | 0,94                                | 0,89                   |
|        | Linke                               | 4,89                                | 5,30                                | 0,41                                | 0,17                   |
|        | SSW                                 | 0,12                                | 0,14                                | 0,02                                | 0,00                   |
|        | Andere                              | 8,63                                | 0                                   | −8,63                               | 74,48                  |
|        | Summe des Quadrats der Unterschiede | Summe des Quadrats der Unterschiede | Summe des Quadrats der Unterschiede | Summe des Quadrats der Unterschiede | 87,27                  |
|        | Summe geteilt durch 2               | Summe geteilt durch 2               | Summe geteilt durch 2               | Summe geteilt durch 2               | 43,63                  |
|        | Wurzel von (Summe geteilt durch 2)  | Wurzel von (Summe geteilt durch 2)  | Wurzel von (Summe geteilt durch 2)  | Wurzel von (Summe geteilt durch 2)  | 6,61                   |

Dementsprechend ist die Disproportionalität der Bundestagswahl 2021 bei 6,61, wenn alle verschwendeten Stimmen zusammen gezählt werden. Die verschwendeten Stimmen haben dabei den größten Einfluss auf die Disproportionalität.

## Gallagher-Index einzelner Staaten
Nachstehend sind die Gallagher-Indizes für einzelne Länder aufgeführt, wobei nur die letzte verfügbare Zahl angegeben ist.
| Land        | Jahr | Gallagher-Indizes |
| ----------- | ---- | ----------------- |
| Belgien     | 2019 | 3,92              |
| Dänemark    | 2019 | 2,39              |
| Deutschland | 2021 | 3,48              |
| EU          | 2019 | 7,87              |
| Finnland    | 2019 | 3,55              |
| Frankreich  | 2017 | 21,12             |
| Italien     | 2018 | 5,70              |
| Niederlande | 2021 | 1,31              |
| Österreich  | 2019 | 1,85              |
| Polen       | 2019 | 6,60              |
| Slowakei    | 2020 | 12,37             |
| Schweden    | 2018 | 0,63              |
| Schweiz     | 2019 | 2,46              |
| Tschechien  | 2017 | 7,21              |
| USA         | 2020 | 1,44              |

## Andere Indizes
Der Gallagher-Index ist dem Loosemore-Hanby-Index ähnlich, der die Summe der absoluten Differenz zwischen Prozentsatz und Anzahl der Sitze berechnet.
{\displaystyle \mathrm {D} ={{\frac {1}{2}}\sum \left|v_{i}-s_{i}\right|}}
Der Gallagher-Index ist jedoch empfindlicher gegenüber großen Abweichungen zwischen Prozentsatz und Anzahl der Sitze.
Der Sainte–Laguë-Index kann vom Erfolgswert abgeleitet werden und wird von Gallagher als „wahrscheinlich solideste aller Messungen“ angesehen.
{\displaystyle \mathrm {SLI} =\sum {(S-V)^{2} \over V}}
Hier besteht eine starke Nähe zu Pearsons Chi-Quadrat-Test, wobei dieser eine bessere statistische Untermauerung hat. Das Sainte-Laguë-Verfahren minimiert den Sainte–Laguë-Index.